# Tiempo universal coordinado

Mapa del mundo con los husos horarios actuales

El tiempo universal coordinado o UTC  es el principal estándar de tiempo por el cual el mundo regula los relojes y el tiempo. 
Es uno de los varios sucesores estrechamente relacionados con el tiempo medio de Greenwich (GMT). Para la mayoría de los propósitos comunes, UTC es sinónimo de GMT, ya que GMT ya no es el estándar definido para la comunidad científica.

## Etimología
El sistema de tiempo universal coordinado fue diseñado por un grupo internacional de expertos de la Unión Internacional de Telecomunicaciones. Puesto que se deseaba que se usara la misma sigla en todos los idiomas se decidió por UTC, una solución intermedia entre el inglés Coordinated Universal Time CUT y el francés Temps universel coordonné TUC.

## Historia
En 1928, el término Tiempo Universal (TU) fue introducido por la Unión Astronómica Internacional para referirse a GMT, con el día comenzando a medianoche. Hasta la década de 1950, las señales horarias de radiodifusión se basaban en el UT y, por tanto, en la rotación de la Tierra.
En 1955 se creó el reloj atómico de cesio. Este reloj ofrecía una forma de medir el tiempo más estable y cómoda que las observaciones astronómicas. En 1956, el National Bureau of Standards y el Observatorio Naval de Estados Unidos empezaron a desarrollar escalas de tiempo de frecuencia atómica; en 1959, estas escalas de tiempo se utilizaban para generar la señal horaria WWV, llamadas así por la estación de radio de onda corta que las emitía. En 1960, el Observatorio Naval de EE. UU., el Real Observatorio de Greenwich y el UK National Physical Laboratory coordinaron sus emisiones de radio para que los pasos de tiempo y los cambios de frecuencia estuvieran coordinados, y la escala de tiempo resultante se denominó informalmente "Tiempo Universal Coordinado"..
En una decisión controvertida, la frecuencia de las señales se fijó inicialmente para que coincidiera con la del UT, pero luego se mantuvo en la misma frecuencia mediante el uso de relojes atómicos y se permitió deliberadamente que se alejara del UT. Cuando la divergencia aumentaba significativamente, la señal se desfasaba 20 ms para que volviera a coincidir con el UT. Antes de 1960 se utilizaron veintinueve de estos pasos.
En 1958, se publicaron datos que relacionaban la frecuencia para el transición de cesio, recién establecida, con el segundo de efemérides. El segundo de efemérides es una unidad del sistema del tiempo que, cuando se utiliza como variable independiente en las leyes del movimiento que rigen el movimiento de los planetas y las lunas del sistema solar, permite a las leyes del movimiento predecir con exactitud las posiciones observadas de los cuerpos del sistema solar. Dentro de los límites de la precisión observable, los segundos de las efemérides tienen una longitud constante, al igual que los segundos atómicos. Esta publicación permitió elegir un valor para la longitud del segundo atómico que concordara con las leyes celestes del movimiento.
En 1961, el Bureau International de l'Heure comenzó a coordinar el proceso UTC internacionalmente (pero el nombre Tiempo Universal Coordinado no fue adoptado formalmente por la Unión Astronómica Internacional hasta 1967). A partir de entonces, se produjeron saltos temporales cada pocos meses y cambios de frecuencia al final de cada año. Los saltos aumentaron de tamaño hasta 0,1 segundos. Este UTC pretendía permitir una aproximación muy cercana al UT2.
En 1967, el segundo SI se redefinió en términos de la frecuencia suministrada por un reloj atómico de cesio. La longitud del segundo así definida era prácticamente igual al segundo del tiempo de efemérides. Esta era la frecuencia que se utilizaba provisionalmente en el TAI desde 1958. Pronto se decidió que tener dos tipos de segundo con longitudes diferentes, a saber, el segundo UTC y el segundo SI utilizado en el TAI, era una mala idea. Se pensó que era mejor que las señales horarias mantuvieran una frecuencia constante, y que esta frecuencia coincidiera con el segundo SI. Así, sería necesario basarse únicamente en los pasos de tiempo para mantener la aproximación del UT. Esto se probó experimentalmente en un servicio conocido como "Stepped Atomic Time" (SAT), que marcaba la misma frecuencia que el TAI y utilizaba saltos de 0,2 segundos para mantenerse sincronizado con el UT2.
También hubo descontento con los frecuentes saltos en UTC (y SAT). En 1968, Louis Essen, el inventor del reloj atómico de cesio, y G. M. R. Winkler propusieron de forma independiente que los pasos fueran de 1 segundo solamente. Este sistema fue finalmente aprobado, junto con la idea de mantener el segundo UTC igual al segundo TAI. A finales de 1971, se produjo un último salto irregular de exactamente 0,107758 segundos TAI, con lo que el total de todos los pequeños pasos temporales y desplazamientos de frecuencia en UTC o TAI durante 1958-1971 fue exactamente de diez segundos, de modo que 1 de enero de 1972 00:00:00 UTC fue 1 de enero de 1972 00:00:10 TAI exactamente, y un número entero de segundos a partir de entonces. Al mismo tiempo, se modificó la cadencia de UTC para que coincidiera exactamente con el TAI. El UTC también empezó a seguir el UT1 en lugar del UT2. Algunas señales horarias empezaron a emitir la corrección DUT1 (UT1 - UTC) para aplicaciones que requerían una aproximación más cercana a UT1 que la que ahora ofrecía UTC.

### Número actual de segundos intercalados
El primer segundo intercalado se produjo el 30 de junio de 1972. Desde entonces, los segundos intercalares se han producido por término medio una vez cada 19 meses, siempre el 30 de junio o el 31 de diciembre. A partir de julio del 2022, ha habido 27 segundos intercalados en total, todos positivos, poniendo UTC 37 segundos detrás de TAI.

## UTC y otros estándares
El UTC se obtiene a partir del Tiempo Atómico Internacional, un estándar de tiempo calculado a partir de una media ponderada de las señales de los relojes atómicos, localizados en cerca de 70 laboratorios nacionales de todo el mundo. Debido a que la rotación de la Tierra es estable, pero no constante y se retrasa con respecto al tiempo atómico, UTC se sincroniza con el tiempo medio de Greenwich (obtenido a partir de la duración del día solar), al que se le agrega o quita un segundo intercalar cuando resulta necesario, siempre a finales de junio o diciembre. La decisión sobre los segundos intercalares la determina el Servicio Internacional de Rotación de la Tierra y Sistemas de Referencia, basándose en sus mediciones de la rotación de la Tierra.
El UTC presenta problemas para sistemas informáticos como Unix, que guardan el tiempo como un número de segundos a partir de un tiempo de referencia. Debido a los segundos intercalares, es imposible determinar qué representación va a tener una fecha futura, debido a que el número de segundos intercalares que se han de incluir en la fecha es aún desconocido.  Para solucionar dichos problemas, los Sistemas Operativos modernos como Linux, Android, iOS, etc cada un tiempo adecuado, o cada vez que se reinician, se conectan a un Time Server (Servidor de Tiempo de Internet con protocolo NTP) con la finalidad de poner en hora los relojes de tiempo real del hardware donde corren.  Del mismo modo utilizando GPS para ubicar el país, y un sistema de actualizaciones, pueden realizar ajustes anauales de segundos, cambios de hora del país dónde se encuentran (horas de verano), etc.. solucionando el problema citado al inicio del párrafo.
UTC es el sistema de tiempo utilizado por muchos estándares de Internet y la World Wide Web. En particular, se ha diseñado el Network Time Protocol como una forma de distribuir el tiempo UTC en Internet.
El propio servidor de Wikipedia utiliza UTC como base para referenciar el  momento en que se registran las actualizaciones de los artículos.

## Zonas horarias con respecto al UTC
Las zonas horarias de todo el mundo se expresan como desviaciones positivas o negativas de UTC, tomando como referencia el meridiano cero o meridiano de Greenwich.
Puesto que la Tierra gira de oeste a este sobre su eje, al pasar de un huso horario a otro en dirección este hay que sumar una hora. Por el contrario, al oeste hay que restar una hora. El meridiano de 180°, conocido como línea internacional de cambio de fecha, marca el cambio de día.

### Horario de verano
UTC no varía con un cambio de las estaciones, pero la hora local puede cambiar si una jurisdicción utiliza el sistema de horario de verano. Por ejemplo, la hora oficial es de cinco horas atrasadas (hora local) en la Costa Este de los Estados Unidos, durante el invierno, con respecto al meridiano de Greenwich; pero es de cuatro horas atrasadas durante el horario de verano en esa zona, con respecto al meridiano de Greenwich.

## Hora Zulú
ZULU u Hora Zulú designa en usos militares, y en la navegación aérea, el Tiempo Universal Coordinado. Zulú representa la letra Z en el código Interco. Su principal mérito es que permite usar como referencia una hora en común y no las horas locales con las cuales se requeriría un proceso de transformación.
Cada huso horario tiene una letra correlativa como identificación, comenzando por Greenwich. Cuando una hora se expresa en CUT, en UTC o en Zulú, es en realidad la hora en la longitud 0° que atraviesa Greenwich, Inglaterra. Todos los husos horarios del planeta están establecidos en referencia a la longitud 0° conocida también como el meridiano de Greenwich.
Como ejemplo, si estamos en Perú y la hora aeronáutica es 22:30Z, entonces la hora local será 17:30R (R de ROMEO en el alfabeto fonético aeronáutico y diferencia de -05:00 horas).